# Израильское общество композиторов, авторов и издателей

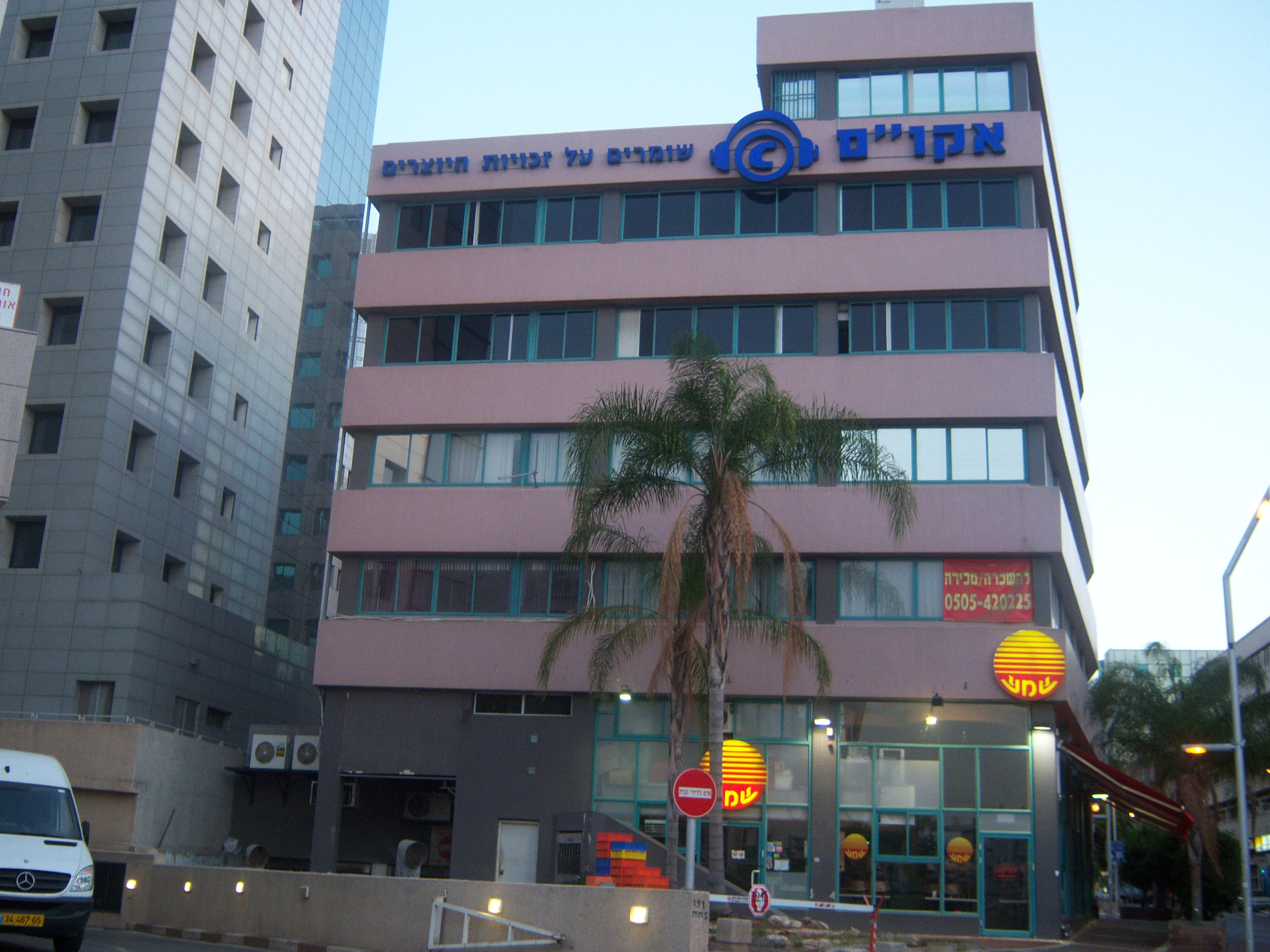
Офисное здание Общества композиторов, авторов и издателей, Рамат Ган, Израиль

Общество авторов, композиторов и музыкальных издателей в Израиле (ивр. אגודת קומפוזיטורים, ומחברים ומו"לים : אקו"ם‎, ACUM)  — некоммерческая организация по коллективной защите авторских прав композиторов, поэтов, авторов текста, аранжировщиков и музыкальных издателей в Израиле. Основано в 1936 году.
По состоянию на сентябрь 2011 года в обществе  состояло около 7300 израильских кинематографистов и художников.

## Членство в обществе
Для того, чтобы быть членом ACUM, автору  необходимо соответствовать следующим условиям:
- Автор должен (композитор и / или автор слов) должен иметь по меньшей мере одно произведение, написанное и опубликованное в течение последних двух лет на радио или  телевидении, быть записанным на компакт-дисках, продаваемым в магазинах и др.
- Музыкальному аранжировщику, в дополнение к вышесказанному, необходимо иметь письменное разрешение на обработку от композитора.
- Писатель или поэт должен иметь опубликованную книгу, или её часть должна быть опубликована в нескольких журналах.
- Музыка издатель или издательская компания должна представлять по меньшей мере одну работу члена ACUM, опубликованную на коммерческой основе.

## Авторские работы
Общество защищает следующие авторские работы:
- Музыкальная композиция, такая как песня, хор, концерт.
- Музыкальное произведение, включённое в оригинальный мюзикл.
- Музыкальное произведение изначально должно быть написано для мюзикла, пьесы, оперы и др.

## Руководство
Совет директоров ACUM состоит из семи работников искусств и директора.  Совет директоров избирается членами ACUM раз в три года. Член Совета директоров не может избираться на этот пост более двух раз. Генеральным директором ACUM является Бен-Давид — израильский певец и композитор.

## Премии ACUM
Организация проводит ежегодную церемонию для награждения учреждённых ею наград ACUM в различных категориях. Общество учредило премии в области литературы, классической музыки и еврейских песен. В конкурсах принимают участие только члены ACUM.